# Marine brésilienne
La Marine brésilienne (portugais : Marinha do Brasil) est la branche navale des forces armées brésiliennes. Avec 48 000 hommes et femmes (dont 3 200 appelés), elle met en œuvre en 2007 environ 90 bateaux. Jusqu'en 2018, la marine brésilienne disposait d'une force aéronavale qui était constituée de 1 150 personnes, organisée autour du NAe São Paulo, et utilisait des Douglas A-4 Skyhawk. Elle dispose d'un corps de fusiliers marins (Fuzileiros Navais) d'environ 24 000 combattants. Son budget de 3,6 milliards de réaux en 2008 est le plus important des trois armes de ce pays.

## Histoire

### Les origines

Drapeau du 1er Empire du Brésil.

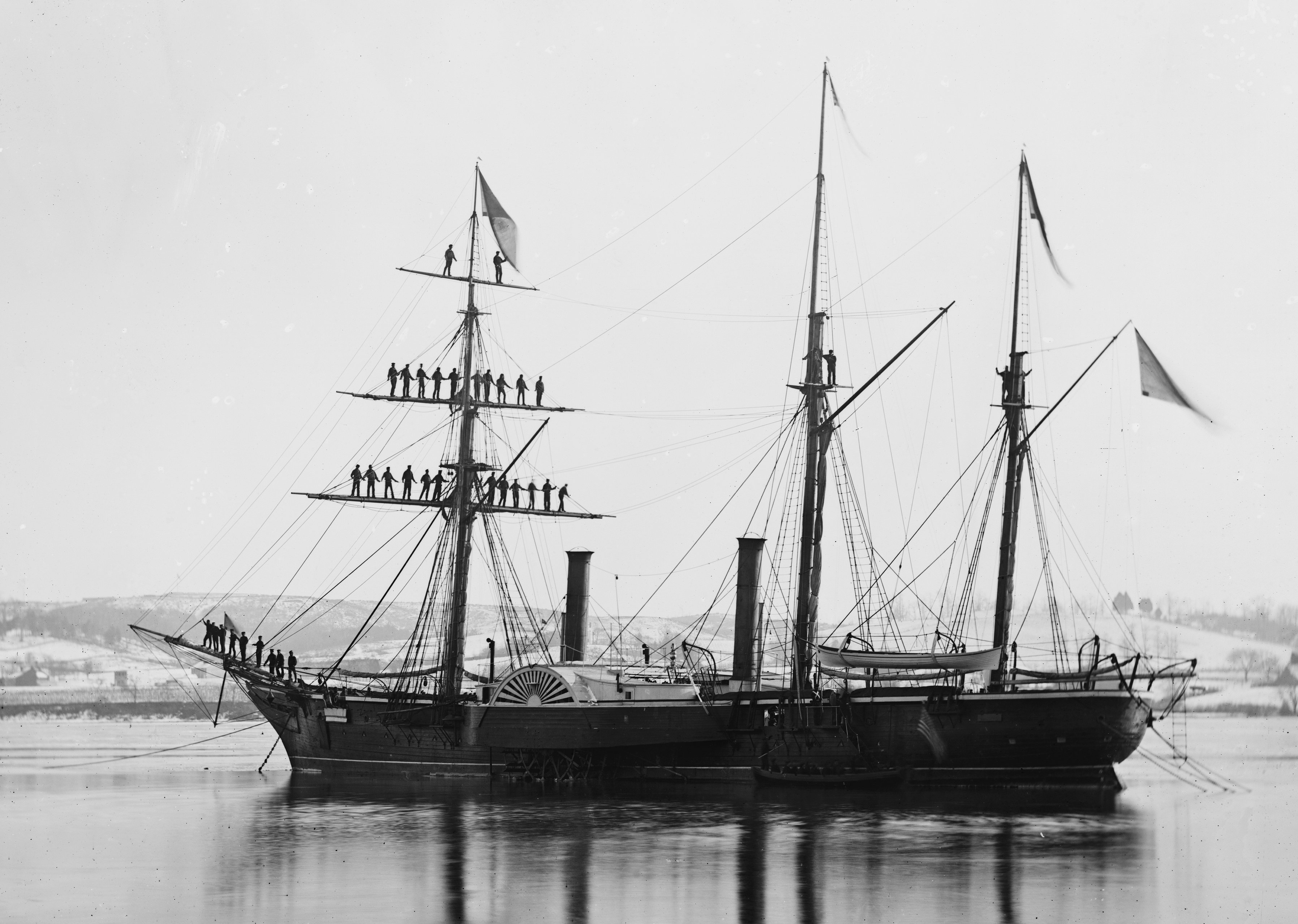
Une frégate à vapeur brésilienne en 1863.

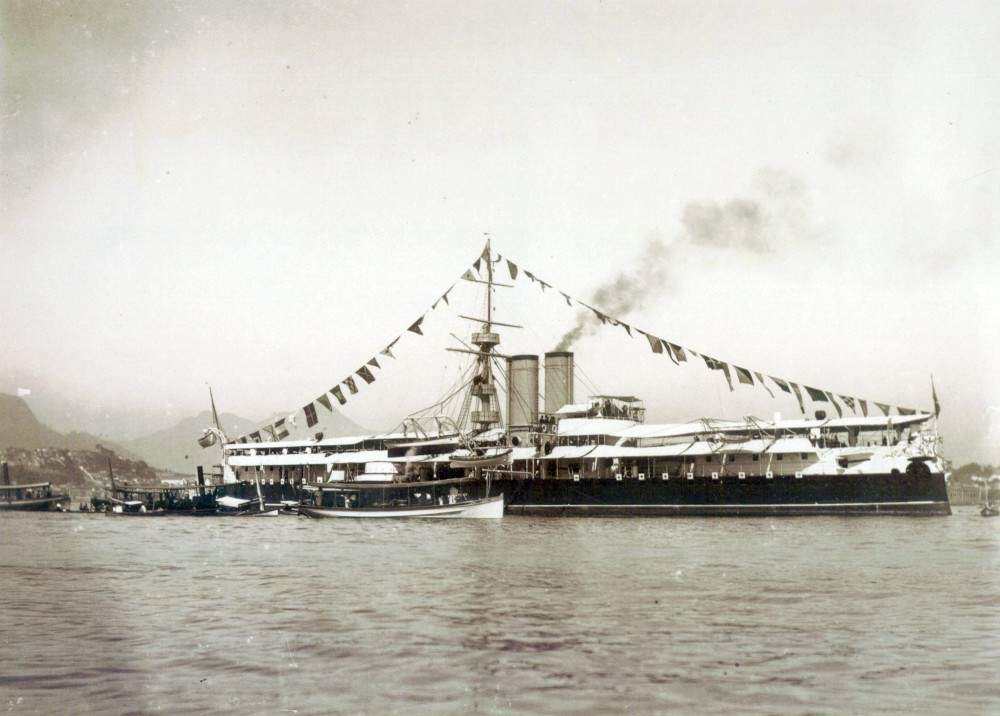
Le cuirassé de 5000 t. Riachuelo en 1885.

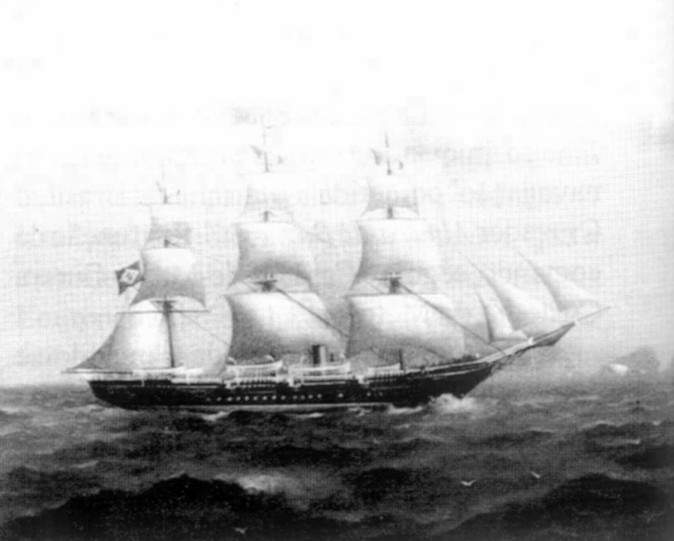
Croiseur Almirante Barroso en service entre 1880 et 1893.

Créée en même temps que l'indépendance du Brésil en 1822 par Pierre Ier du Brésil, cette alors modeste marine militaire participa aux nombreux conflits de l'Empire brésilien (guerre d'indépendance, rébellions internes et guerres étrangères) au XIXe siècle.
Le 14 novembre 1822 vit flotter le drapeau de l'empire du Brésil sur sa première force navale alors commandée par un citoyen des États-Unis, puis à partir de mars 1823 par Thomas Cochrane.
Les conflits de la période républicaine seront également nombreux.
Ainsi, alors que la guerre de la Triple Alliance se déroulait au milieu du l'Amérique du Sud, la bataille de Riachuelo sur le Rio Paraná vit une victoire du Brésil sur la marine du Paraguay tandis que la flotte bloquait les ports de l'Uruguay.
La livraison du cuirassé Riachuelo (en) construit en Grande-Bretagne au Brésil en 1883 et l'acquisition d'autres navires de guerre modernes européens par ce dernier permirent à celle-ci d’être quelque temps la plus puissante des Amériques.
En 1893 et 1894, une partie de la flotte se révolta contre le gouvernement central dans ce qui est appelé la révolte de l'Armada.

### La première moitié duXXesiècle
Cette flotte commença à se développer avec un programme naval décidé en 1905 qui déclencha une course aux dreadnoughts en Amérique du Sud.
Le Brésil entré dans la Première Guerre mondiale le 25 octobre 1917, une escadre est envoyée patrouiller le long de la côte Atlantique de l'Afrique du Nord jusqu'en 1918 sous le nom de « Division navale des opérations de guerre » ((pt) : Divisão Naval em Operações de Guerra} . La flotte de 8 navires dont 6 de combat ayant un effectif de 1 515 hommes ayant comme destination la France fut paralysée à Dakar par une épidémie de fièvre jaune et de grippe espagnole faisant 464 morts.
En 1938, la flotte est la deuxième de l'Amérique latine derrière l'Argentine mais ses principaux navires, 2 cuirassés de 19 200 tonnes, 2 croiseurs légers de 3 150 tonnes et 8 destroyers datent des années 1900/1910.
Le 22 août 1942, à la suite de l'attaque de plusieurs cargos brésiliens par les sous-marins de l'Axe, le président Getúlio Vargas déclare la guerre à celui-ci et reçoit dès lors une importante aide des Alliés, essentiellement des États-Unis qui établissent le long des côtes brésiliennes un chapelet de bases militaires, essentiellement aériennes pour lutter contre les U-Boots lors de la bataille de l'Atlantique et la logistique des forces alliés en Afrique tandis que la marine brésilienne, comptant environ 20 000 hommes, participe à l'effort de guerre en surveillant ses côtes, en participant à l'escorte de convois dans l'Atlantique Sud et les Antilles, au soutien de la force expéditionnaire brésilienne en Italie et perçoit 8 destroyers d'escorte, 8 patrouilleurs côtiers et 8 chasseurs de mines grâce au Lend-lease.
Elle perd trois navires de guerre durant ce conflit, le navire de transport de troupes Vital de Oliveira qui fut torpillé le 19 juillet 1944 par le U-861 et coula le 20 juillet 1944, le mouilleur de mines Camaqua (en) dans une tempête le 21 juillet 1944 et le croiseur léger  Bahia lors d'un accident durant un exercice de tir le 4 juillet 1945.
| Date            | Nom du navire     | Pavillon | Type                        | Statut                                                                                                |
| --------------- | ----------------- | -------- | --------------------------- | --- |
| 20 juillet 1944 | Vital de Oliveira | Brésil   | Navire transport de troupes | Coulé par une torpille de l'U-861                                                                     |
| 24 juillet 1944 | Camaqua (en)      | Brésil   | Mouilleur de mines          | Sombra à cause d’une tempête à 30 milles nautiques (56 km) à l’est de Recife                          |
| 4 juillet 1945  | Bahia             | Brésil   | Croiseur léger              | Perdu lors d’un exercice de anti-aérienne où un tir accidentel fit exploser ses charges de profondeur |

### La seconde moitié duXXesiècle

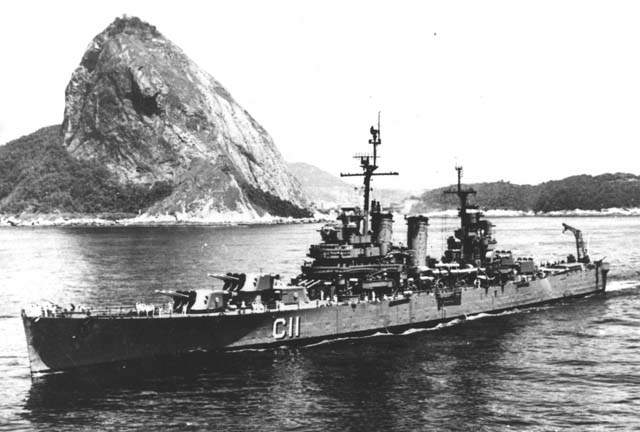
Le croiseur en service au Brésil de 1951 à 1973.

La Marine brésilienne est, depuis les années 1950, la plus importante d’Amérique latine. Elle est classée comme une Marine littorale.

## Organisation

### Effectifs
En 2009, cette arme a un effectif maximum autorisé selon la loi 9519/97 de 59 600 militaires, en tenant compte des 9 500 marins en formation et des appelés.
Le nombre maximum des officiers est de 7 800 dont 6 amiraux d’escadre, 23 vice-amiraux, 51 contre-amiraux, 3 360 officiers supérieurs, 2 060 officiers intermédiaires et 1 700 officiers subalternes, sans tenir compte des effectifs des aspirants de l’École Navale et les élèves du Collège naval qui atteignent 1 500.
En octobre 2009, le parlement brésilien étudie le projet de loi 5916/09, proposé par le pouvoir exécutif, qui autorise la marine brésilienne à augmenter ses effectifs sur une période de 20 ans de 36 % soit à 80 507, et ne tient plus compte des marins en formation et des appelés dans le calcul des effectifs.
Selon le projet, qui restructure également les grades, les marins de plus haut grade, les amiraux d’escadre, seraient désormais appelés généraux. le nombre d’officiers passe à 10 707 dont 87 officiers généraux et 10 620 officiers supérieurs, intermédiaires et subalternes.

### Navires

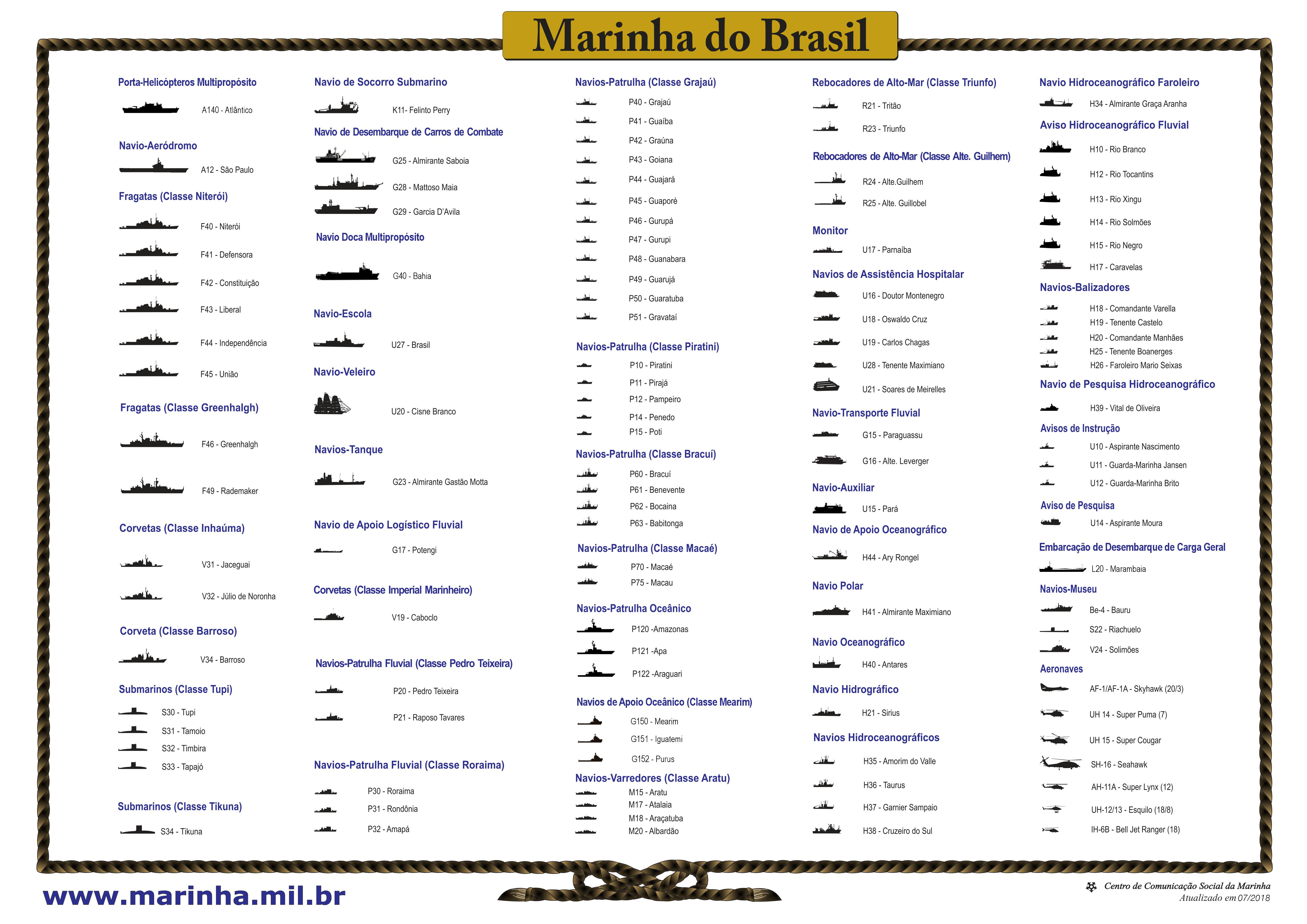
La Marine brésilienne en 2018

La marine brésilienne met en œuvre en 2007 environ 90 navires de guerre dont un porte-avions (NAe São Paulo), cinq sous-marins, onze frégates, six chasseurs de mines, quatre bâtiments de débarquement et une cinquantaine de patrouilleurs côtiers. Elle dispose également de trois pétroliers ravitailleurs, trois navires-hôpitaux, deux navires océanographiques, un brise-glaces, un bateau-phare.

### Renouvellement de la flotte
Début 2011, 132 bateaux, frégates et autres équipements militaires sont considérés comme « obsolètes » sur un total de 318.
Le ministère de la Défense brésilien a demandé en 2009 à la Marine d'élaborer un plan d'équipement à 30 ans (Planos de Equipamento e Articulação da Marinha do Brasil). Évalué à 250 milliards de réals (environ 93 milliards d'euros), il prévoit la construction de deux porte-avions de 40 000 tonnes, de quatre LHD de 20 000 tonnes, de trente bâtiments d’escorte, de 15 sous-marins classiques (SSK), de cinq sous-marins nucléaires d'attaque (SNA) et de 62 patrouilleurs mais en 2019, il est considéré comme inapplicable.
Le premier site de production de sous-marins du Brésil construit avec l'aide du groupe français DCNS est inauguré le 1er mars 2013 à Itaguaí, dans l'État de Rio de Janeiro. Il doit livrer, entre 2018 et 2023, quatre bateaux dérivés de la classe Scorpène ainsi qu'un sous-marin nucléaire d'attaque a la fin des années 2020. le site comprendra également une base sous-marine pouvant abriter une dizaine de sous-marins.
Le TCD Siroco est acheté à la marine française et il est renommé NAM Bahia (G40) lors de son transfert à la marine brésilienne, le 5 août 2015.

#### Sous-marin nucléaire d'attaque

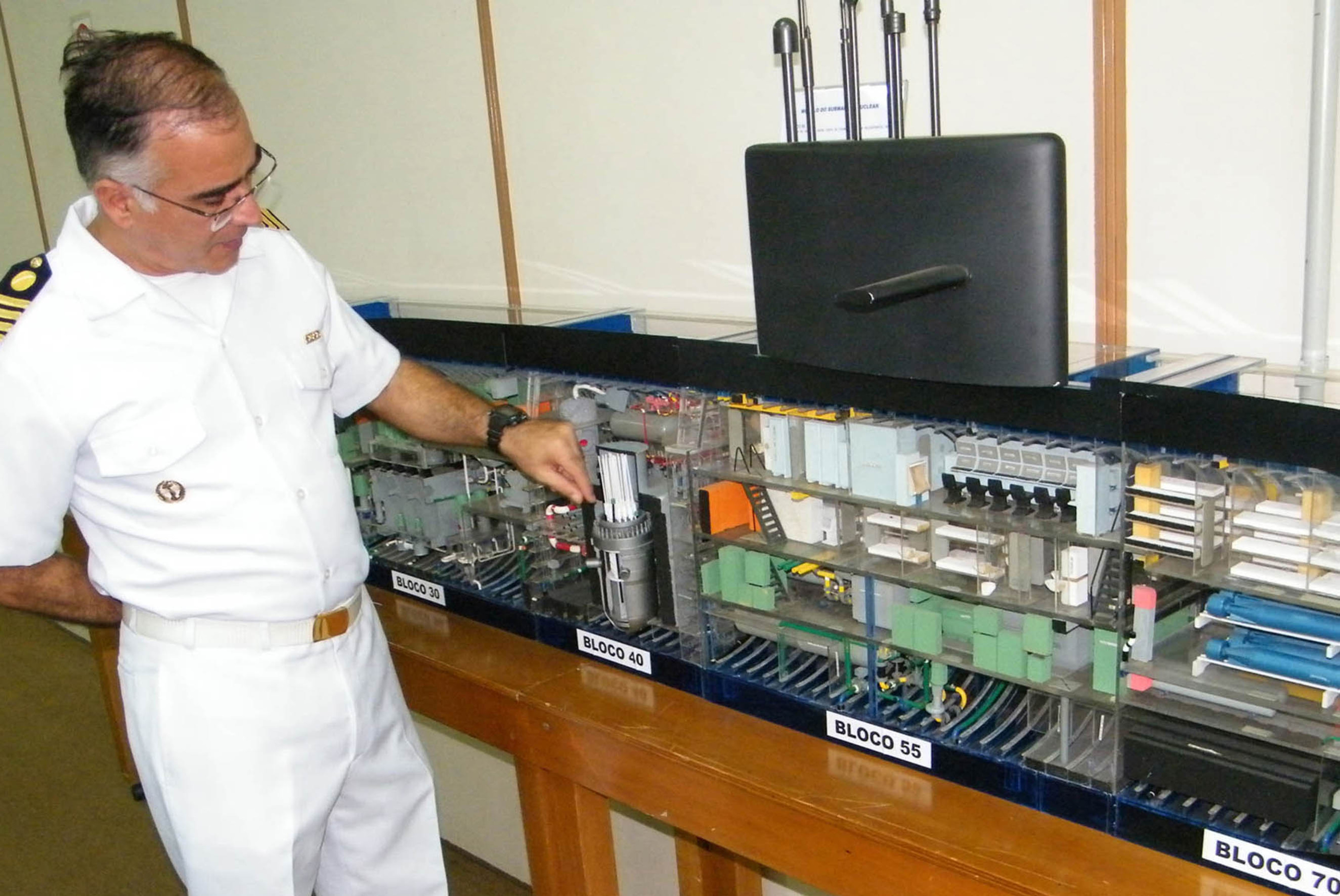
Maquette en 2010 du projet de SNA brésilien. Il a considérablement évolué depuis cette date.

Un programme de recherche visant à l'acquisition de la technologie en vue de la construction de sous-marins nucléaires d'attaque (SNA) est lancé en 1988, suspendu en 2006 puis relancé en 2007. Il est doté d'un budget de 400 millions d'euros pour la période 2007-2015. Un accord signé avec la France le 23 décembre 2008 prévoit l'assistance de cette dernière dans la conception des bâtiments,. En 2008, les caractéristiques connues du SNA qui se sera nommé Álvaro Alberto (SN-10) évoquent un déplacement de 2 700 tonnes en plongée, soit le plus compact au monde, équipé d'une chaudière nucléaire électrogène à eau pressurisée RENAP-50 de 48 mégawatts. Fin 2020, la construction n'a pas commencé et la mise à l'eau est espéré, au mieux, en 2029.
À l’origine, elle évoquait les caractéristiques suivantes : un déplacement de 6 000 t, une longueur de 100 m, un équipage de 100 personnes et une profondeur de 350 m.
Sa mission sera de patrouiller le long des côtes, entre les villes de Santos, le principal port de São Paulo et le plus important du Brésil, et Vitoria dans l’État d’Espirito Santo, une région où ont été découverts les champs pétroliers et de gaz de Tupi. Il sera construit sur le chantier naval d'Itaguaí.

#### Porte-aéronefs

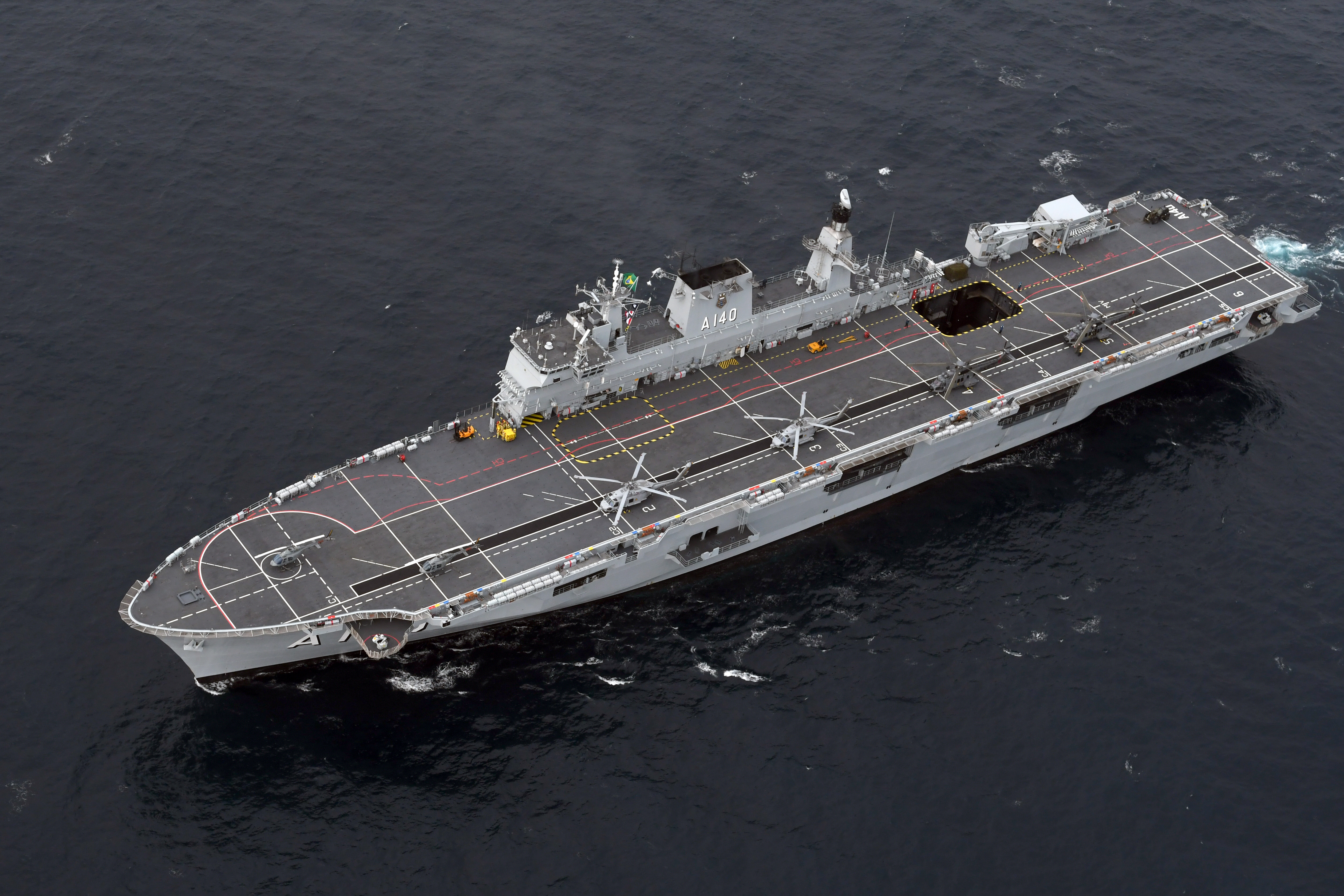
Le PHM Atlântico (A-140) en 2018.

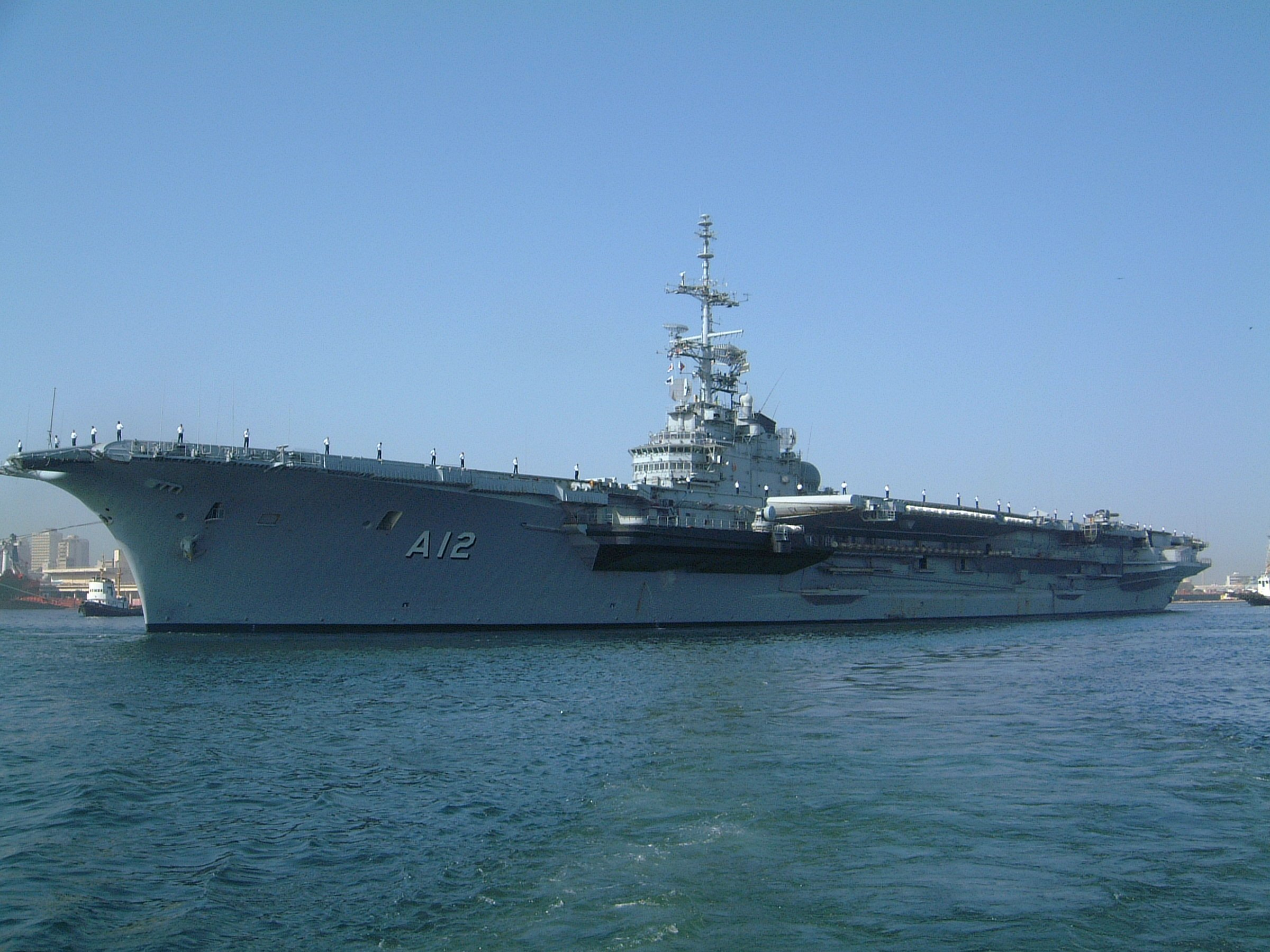
Le NAeL São Paulo au mouillage. Il fut le plus grand navire de marine brésilienne.

Son premier porte-avions (Navio-Aeródromo) est le NAeL Minas Gerais (A 11), ex-HMS Vengeance, un bâtiment de 1945 de la classe Colossus, trop petit pour la Royal Navy, qui le confine dans un rôle de porte-hélicoptères d’assaut ASM. Prêté à la Marine australienne au milieu des années 1950, il est acquis par le Brésil en 1956 pour 9 millions de dollars sous la présidence de Juscelino Kubitschek (qui lui donne le nom de sa province d’origine, Minas Gerais) à la fois pour contenter la Marinha do Brasil et la Força Aérea Brasileira. À la suite d'un conflit entre les deux armes, le Minas Gerais (remis en état aux Pays-Bas, où il reçoit un nouvel armement, une catapulte à vapeur, un pont oblique, un nouvel îlot et un radar américain) n’est autorisé qu’à déployer des voilures tournantes, des avions de lutte anti-sous-marine mais pas d’avions de chasse : 4 à 6 Sea King, jusqu’à 5 hélicoptères de transport Puma, Fennec et 6 Grumman S-2 Tracker. Il poursuit donc sa mission de lutte anti-sous-marine, y compris dans les années 1990 après sa refonte de 1976-1981. Limité par ses performances, le Minas Gerais (A11) est désarmé le 15 novembre 2001 (après une dernière sortie en mer le 16 février), le même jour où la Marinha do Brasil intègre le São Paulo (A12) dans sa flotte (elle ne le commissionne qu’en février 2002). L’ex-Foch, acheté 90 millions de francs français à la Marine nationale française, est alors âgé de 38 ans. Avant l’arrivée du São Paulo ont enfin lieu du 13 au 24 janvier 2001 les premiers appontages et catapultages de chasseurs (3 A-4U Skyhawk) sur le pont d’envol du Minas Gerais (exercice Catrapo). Proposé sans succès à cause de son mauvais état à l’Argentine, qui l’a utilisé pour l’entraînement de ses pilotes alors que le ARA Veinticinco de Mayo connaissait des problèmes de moteurs, le navire est, en 2004, toujours à quai à Rio de Janeiro avec 350 hommes à bord, avant d’être démoli à Alang (Inde) à l’âge de 45 ans. Le São Paulo, basé à Porto do Santos et bien que confiné pour des raisons budgétaires à des missions côtières, participe de temps en temps à des missions internationales (telles l’opération ARAEX) et sert à nouveau à l’entraînement des pilotes de la Fuerza Aérea Argentina et de la Força Aérea Brasileira, cette dernière avec son avion d'attaque au sol léger italo-brésilien AF-1. Le bâtiment est retiré du service en février 2017.
La Marine brésilienne achète en février 2018 le HMS Ocean de la Royal Navy.
Il entre en service dans la Marine brésilienne le 10 juillet 2018 comme Porte-Hélicoptères Polyvalent sous le nom de PHM Atlântico (A-140) et arrive a Rio de Janeiro fin août 2018. Il peut emporter jusqu'à 18 hélicoptères EC725 Caracal, S-70B Seahawk et AS350 Écureuil;

### Aéronefs
L' aéronavale brésilienne s'organise autour de Douglas A-4 Skyhawk et de Sea King, opérant à partir du porte-avions NAe São Paulo avant l'arrêt des opérations en mer de ce dernier.
| Principaux aéronefs de la marine brésilienne [Quand ?] |                                      |                   |
| Aéronefs                                               | Type                                 | Nombre en service |
| Skyhawk                                                | chasseur multirôle                   | 12                |
| KC-2 Turbo Trader                                      | Avion de transport et ravitaillement | 0 (+ 4)           |
| Sea King                                               | hélicoptère multirôle                | 2                 |
| Super Puma                                             | hélicoptère de transport             | 5                 |
| Cougar                                                 | hélicoptère de transport             | 2                 |
| Eurocopter EC-725                                      | hélicoptère de transport             | 1 (+15)           |
| Lynx                                                   | hélicoptère de surveillance          | 12                |
| Esquilo                                                | hélicoptère multirôle                | 18                |
| Fennec                                                 | hélicoptère multirôle                | 8                 |
| Bell 206                                               | hélicoptère multirôle                | 17                |
| Sikorsky SH-60 Seahawk                                 | hélicoptère multirôle                | 0 (+ 6)           |

### Infanterie de marine

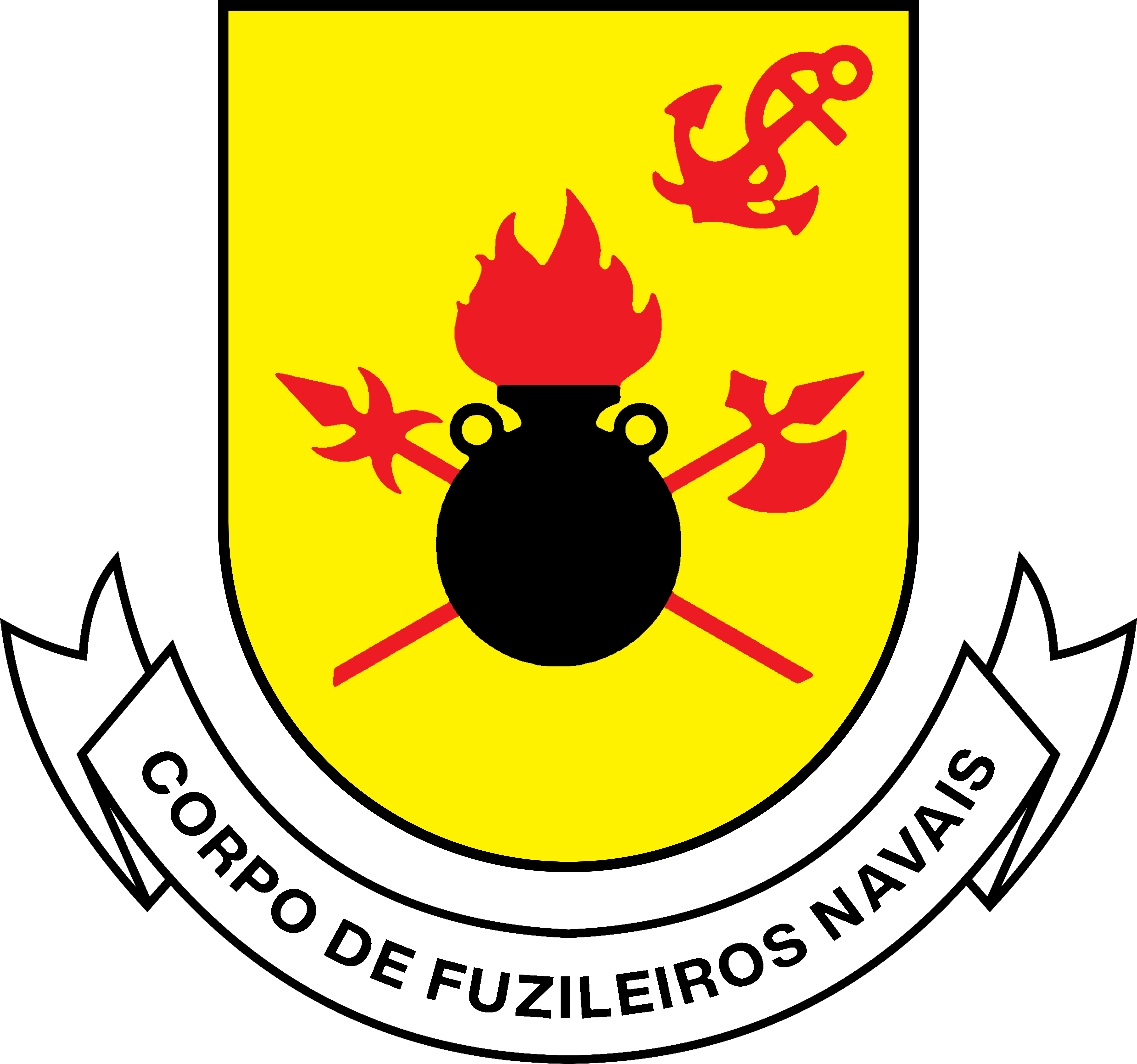
Emblème du Corpo de Fuzileiros Navais

Le corps d'infanterie de marine ((pt) : Corpo de Fuzileiros Navais - CFN) a un effectif croissant au cours des décennies :
- 1950 : environ 4 000 personnes;
- 1972 : 10 000 personnes;
- 1985 : 10 850 fusiliers marins[29];
- 2001 : 15 700 personnes[30].

Ce corps dispose, en 2013, de l'artillerie suivante :
- 8 lanceurs sol air à très courte portée portable MBDA Mistral 1
- 6 canon antiaérien Bofors L/70 BOFI-R de 40 mm
- 18 obusiers BAE Systems L118 de 105 mm
- 6 obusiers M114A1 de 155 mm (doivent être remplacés soit par M777, soit par des SIAC)
- 6 lance-roquettes multiples Astros CFN 2020 (livraison fin 2013 ou début 2014)

La livraison d'une batterie de défense antiaérienne Pantsir S-1 envisagé en 2013 est abandonné en 2017.